# ویلی جانستون
ویلی جانستون (انگلیسی: Willie Johnston؛ زادهٔ ۱۹ دسامبر ۱۹۴۶) بازیکن فوتبال اهل اسکاتلند است.
از باشگاه‌هایی که در آن بازی کرده‌است می‌توان به باشگاه فوتبال وست برومویچ آلبیون، باشگاه فوتبال هارت آف میدلوتیان، باشگاه فوتبال رنجرز، باشگاه فوتبال بیرمنگام سیتی و باشگاه چین جنوبی اشاره کرد.
وی همچنین در تیم‌های ملی فوتبال اسکاتلند و زیر ۲۱ سال اسکاتلند بازی کرده‌است.